# Ophiomyces frutectosus
Ophiomyces frutectosus is een slangster uit de familie Ophiacanthidae.
De wetenschappelijke naam van de soort werd in 1869 gepubliceerd door Theodore Lyman. Deze soort is de typesoort van het geslacht Ophiomyces.